# Siège de Coucy
Guerre de Cent Ans
Guerre civile entre Armagnacs et Bourguignons
Batailles
Le siège de Coucy de 1411 fut une opération militaire menée en hiver 1411 par les forces bourguignonnes, dirigées par Waléran III de Luxembourg-Ligny, contre le château de Coucy-le-Château-Auffrique en Picardie, dans le cadre de la guerre de Cent Ans et de la guerre civile entre Armagnacs et Bourguignons. Défendu par Robert d'Esnes pour les Armagnacs, le château résista environ trois mois avant de capituler, consolidant le contrôle bourguignon sur la région.

## Contexte
En 1411, la France était déchirée par la guerre civile entre Armagnacs et Bourguignons, exacerbée par la démence de Charles VI et la lutte pour le pouvoir entre les factions Armagnacs (soutenant le duc d’Orléans) et Bourguignons (menés par Jean sans Peur, duc de Bourgogne). Ce conflit s’inscrivait dans la guerre de Cent Ans, où l’Angleterre exploitait les divisions françaises. 
Le château de Coucy, propriété des Orléans depuis le mariage d’Enguerrand VII de Coucy avec Isabelle d’Angleterre, était une forteresse stratégique en Picardie, célèbre pour sa tour maîtresse (la plus haute d’Europe à l’époque), ses murailles épaisses, et sa porte Maître-Odon, possiblement nommée en hommage à Odon de Ham, seigneur local ayant marqué l’histoire de la région,,. Après l’assassinat de Louis Ier d’Orléans en 1407 par ordre de Jean sans Peur, Coucy devint un objectif clé pour les Bourguignons. En hiver 1411, Jean sans Peur ordonna à Waléran III de Luxembourg-Ligny, comte de Saint-Pol, de s’emparer du château, tenu par Robert d’Esnes pour Charles Ier d’Orléans,.

## Déroulement

### Arrivée des Bourguignons
En hiver 1411, Waléran III de Luxembourg-Ligny mena une force de 600 hommes d’armes, accompagnée de mineurs liégeois spécialisés dans le creusement de galeries, pour assiéger Coucy-le-Château-Auffrique. La ville, comptant des partisans bourguignons, se rendit rapidement grâce à des intelligences internes. Le château, défendu par Robert d’Esnes, opposa une résistance acharnée, s’appuyant sur ses fortifications robustes. Les Bourguignons déployèrent des canons, mais ceux-ci se révélèrent inefficaces contre les épaisses murailles,.

### Résistance armagnac
La garnison armagnac, probablement composée de plusieurs centaines d’hommes (chevaliers, écuyers, et soldats), incluant Robert d’Esnes, Rigault de Fontaine, Gaucher de Bessu, et la dame de Gaucourt, s’appuya sur la tour maîtresse et la porte Maître-Odon pour repousser les assauts,. Les défenseurs infligèrent des pertes significatives aux assiégeants, qui tentaient de percer les défenses par des moyens conventionnels. Les Bourguignons firent alors appel aux mineurs liégeois pour creuser des galeries sous la porte Maître-Odon, dans le but de provoquer une brèche ou d’infiltrer la forteresse,.
Lors d’une inspection des travaux, une galerie s’effondra sous une tour près de la porte Maître-Odon, ensevelissant plusieurs hommes d’armes bourguignons, probablement des chefs richement équipés,. Cet incident, relaté par Jean Juvénal des Ursins, marqua un revers temporaire pour les assiégeants, mais le siège se poursuivit.

### Capitulation
Après environ trois mois de blocus, la garnison, à court de vivres et sans espoir de secours, négocia la capitulation. Robert d’Esnes rendit le château en échange de la vie sauve pour ses hommes, leurs biens, et une somme de 8 000 écus,. Les défenseurs, dont la dame de Gaucourt, partirent pour Crèvecœur et le Cambrésis sous sauf-conduit. Le château fut remis aux Bourguignons, qui y installèrent une garnison dirigée par Girard de Herbannes.

## Conséquences
La prise de Coucy renforça temporairement le contrôle bourguignon sur la Picardie, affaiblissant les Armagnacs dans la région,. Waléran III de Luxembourg-Ligny fut nommé connétable de France par Charles VI pour sa victoire. Le château changea de mains plusieurs fois par la suite : rendu aux Orléans en 1413 par le traité d’Auxerre, repris par les Bourguignons en 1419 via une trahison, puis reconquis par les Français sous Charles VII,. L’incident de la mine effondrée resta un épisode marquant de l’histoire du château.